# پامپاس ارغوانی
علف پامپاس یا ریش پری ارغوانی گونه ای چندساله، همیشه سبز (خزان پذیر در مناطق سرد) و واشی است. از علف‌هایی با شیوه تثبیت کربن C4 می‌باشد (مقاومت به گرما و خشکی). بومی شرق آفریقا، مناطق استوایی آفریقا، شرق میانه و آسیای غربی است. این گونه، علفی بسیار زیبا با برگ‌های باریک، کمانی تا ایستاده به رنگ بنفش تیره و با گل آذین‌های دیهیم به شکل سنبله، به ارتفاع cm 30 و به رنگ ارغوانی، بنفش کمرنگ تا صورتی است. این گونه به صورت توده ای متقارن و متراکم رشد می‌کند.

## نگارخانه

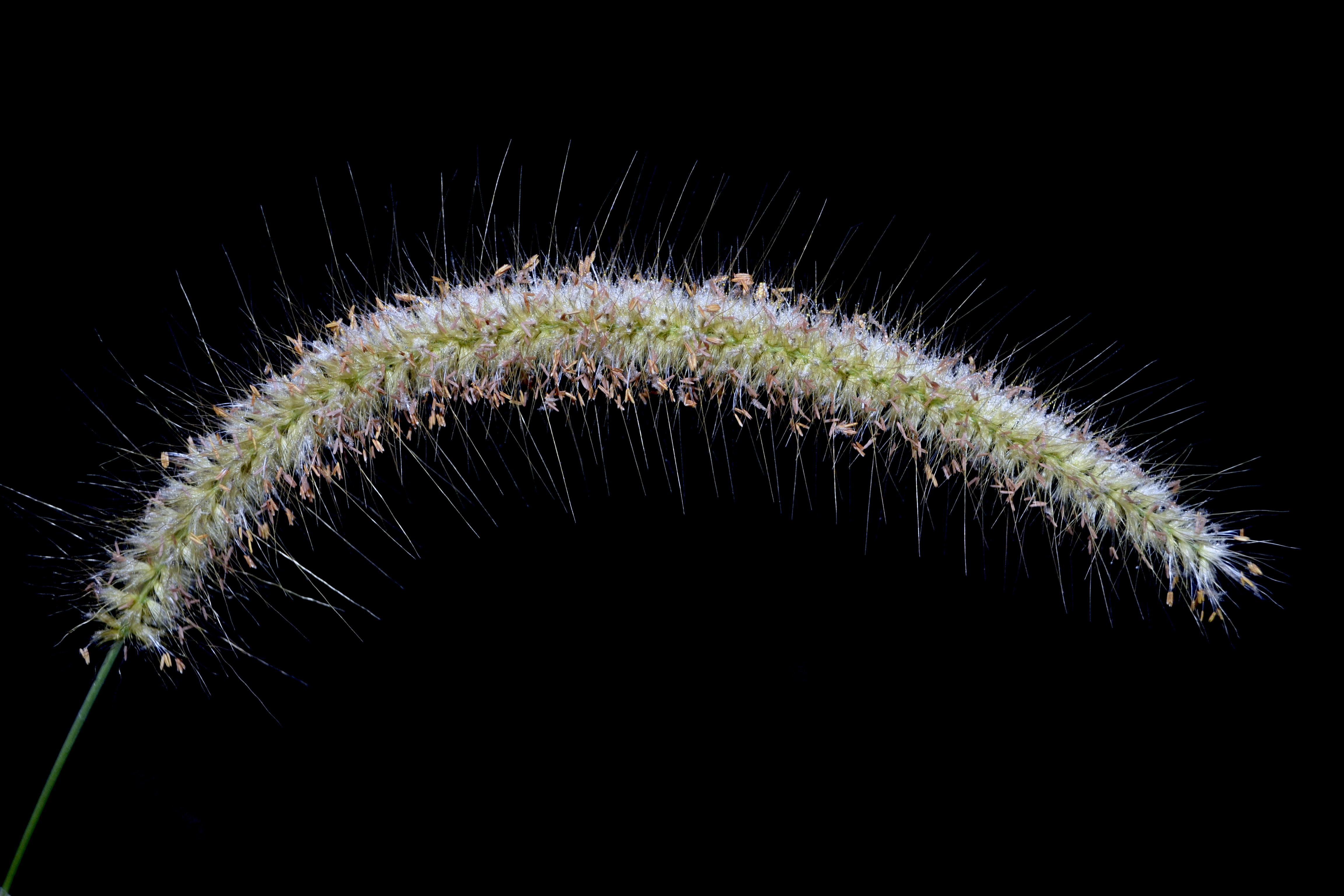
رسیدن دانه از Pennisetum setaceum در Kannur - کرالا
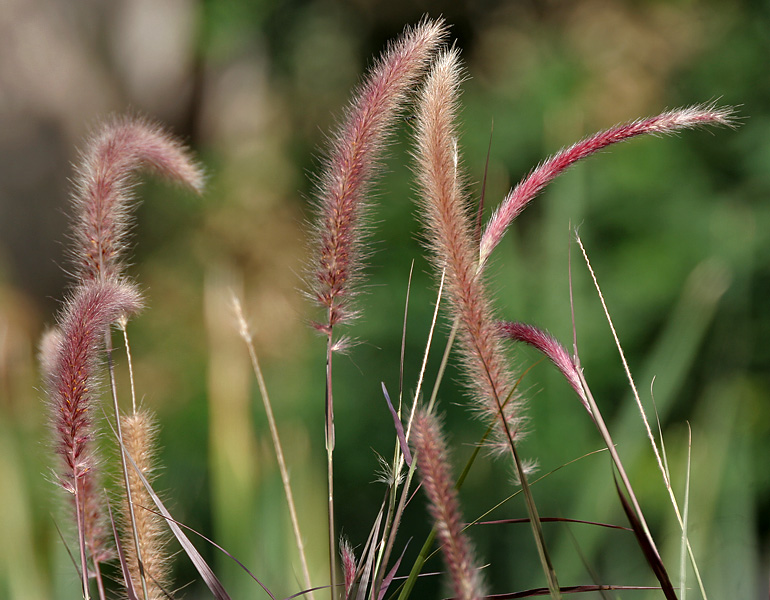
در حیدرآباد هند.
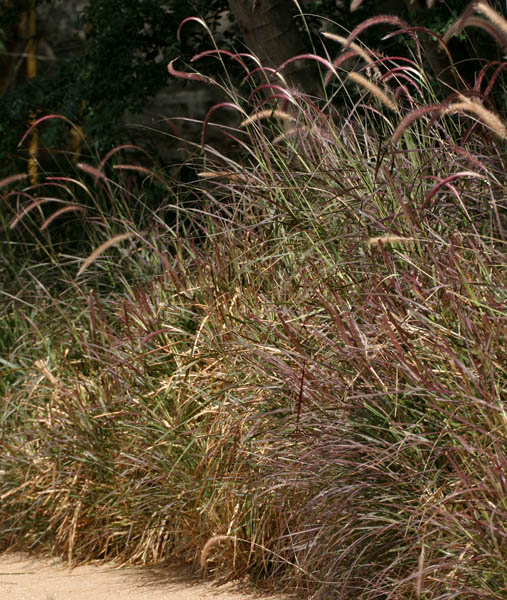
در حیدرآباد هند.
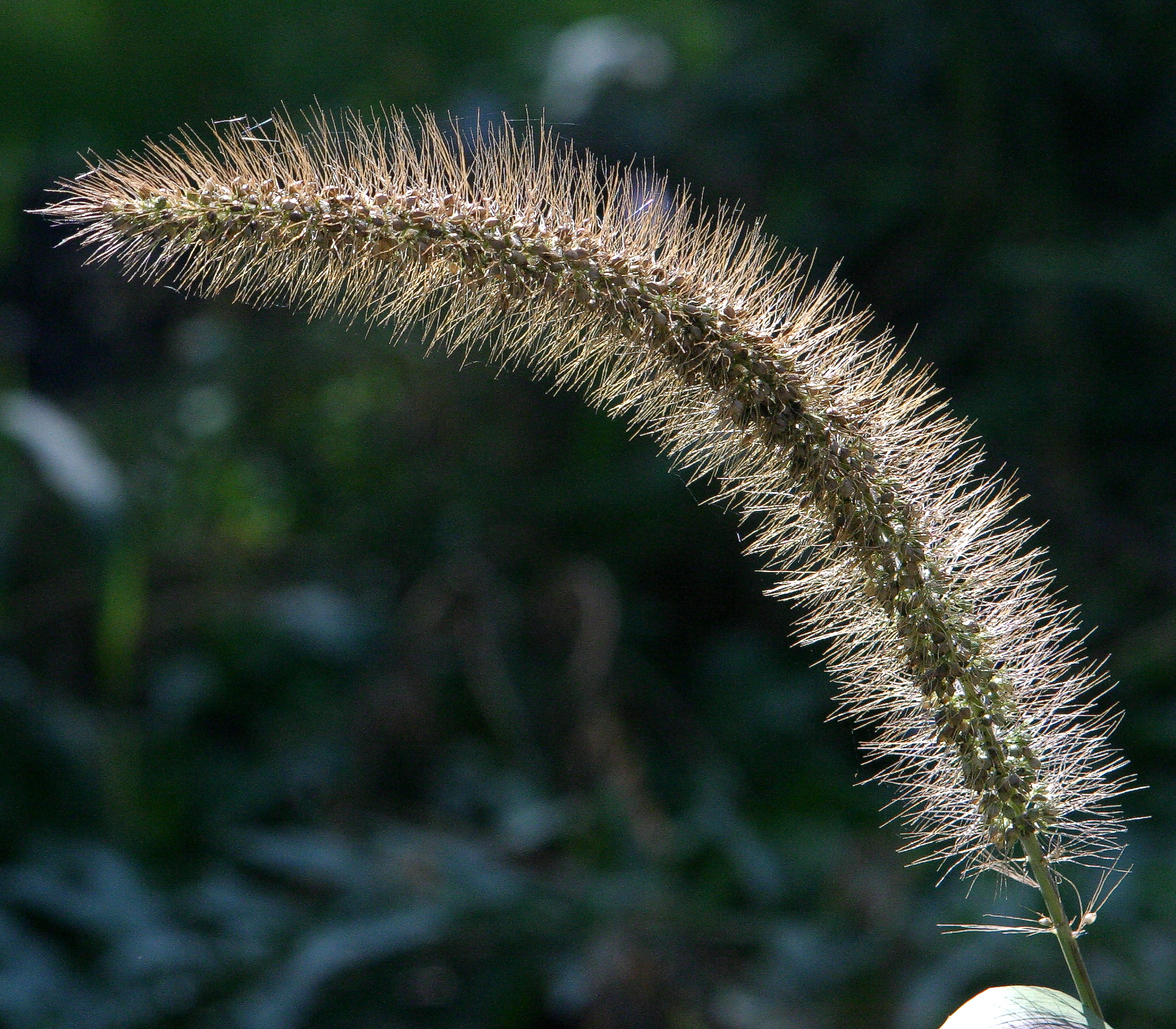
جزئیات از رسیدن دانه‌ها.
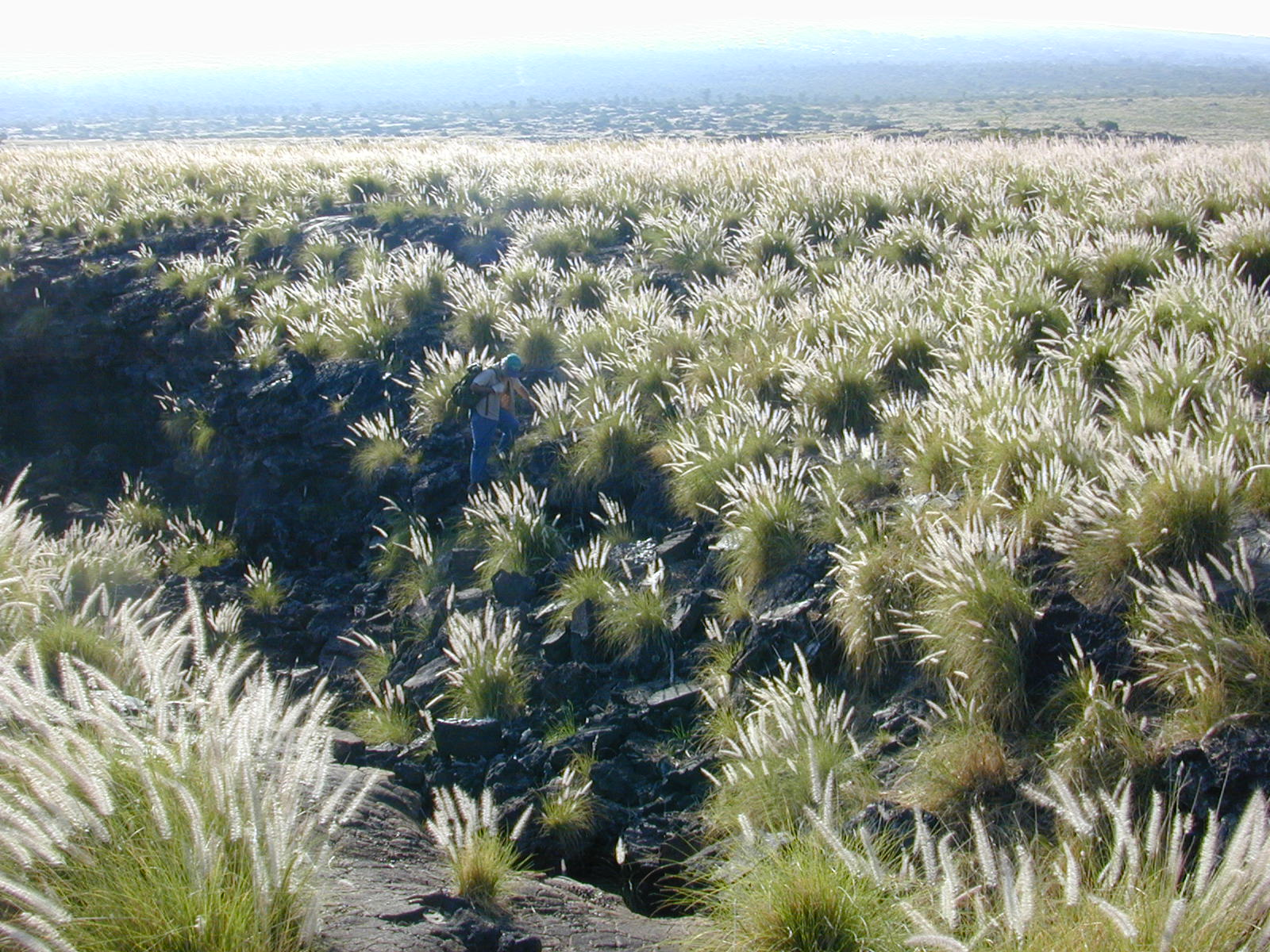
تهاجمی در جریان گدازه در نزدیکی کیلواکناهای هاوایی